# Dinah Pfizenmaier
Dinah Pfizenmaier (* 13. Januar 1992 in Bielefeld) ist eine ehemalige deutsche Tennisspielerin.

## Karriere
Pfizenmaier, die Sandplätze bevorzugte, begann mit acht Jahren mit dem Tennisspielen. Im Sommer 2011 bestand sie ihr Abitur am Städtischen Gymnasium Kamen; im selben Jahr wurde sie zum ersten Mal Deutsche Meisterin bei den Aktiven. In ihrer Profikarriere gewann sie bislang neun Einzel- und zwei Doppeltitel auf ITF-Turnieren.

### 2008 bis 2011
Pfizenmaier spielte 2008 ihr erstes Turnier auf dem ITF Women’s Circuit in Versmold, wo sie in der ersten Runde ausschied. 2009 gelang ihr in fünf Partien nur ein Sieg auf Mallorca gegen Awgusta Tsybyschewa. Das Jahr 2010 schloss sie bei ebenfalls fünf Matches ohne Sieg ab.
2011 gelang ihr auf ITF-Ebene der Durchbruch. Zunächst erreichte sie im Juli das Halbfinale in Knokke-Heist, nachdem sie sich durch die Qualifikation gespielt hatte. Eine Woche später erreichte sie ohne Satzverlust das Finale in Tampere, wo sie Piia Suomalainen mit 5:7 und 0:6 unterlag. Es folgten zwei Viertelfinalteilnahmen in Savitaipale und Versmold sowie ein Halbfinale in Ratingen, bevor Pfizenmaier in Braunschweig ihren ersten ITF-Titel gewann, ohne dabei einen Satz abzugeben. Das darauffolgende Turnier in Rotterdam, bei dem sie als Qualifikantin an den Start gegangen war, gewann sie ebenfalls. Es folgten zwei weitere Titel in Plowdiw und Netanja, letzterer auf Hartplatz. Somit hatte Pfizenmaier vier Turniere in Folge gewonnen. Anfang November spielte sie ein weiteres Turnier in Ismaning, bei dem sie das Viertelfinale erreichte, und eine Serie von Turnieren in Helsinki, bei denen sie jedoch relativ früh ausschied.

### 2012
Das Jahr 2012 begann für Pfizenmaier mit einer Erstrundenniederlage in Stuttgart. Eine Woche später gewann sie das Turnier in Kaarst auf Teppich ohne Satzverlust, erreichte in Moskau das Viertelfinale und gewann ein weiteres Turnier in Phuket, bei dem sie vier gesetzte Spielerinnen ohne Satzverlust schlug und ihren ersten Titel in der Halle holte. Beim WTA-Turnier von Barcelona spielte Pfizenmaier erstmals auf der WTA Tour; in der Qualifikation scheiterte sie jedoch in drei Sätzen an Elena Bogdan. Auch in Stuttgart kam sie nicht über die erste Qualifikationsrunde hinaus und unterlag der Russin Anastassija Piwowarowa mit 4:7 und 6:7.
Bei den French Open spielte sie erstmals die Qualifikation für ein Grand-Slam-Turnier. In den beiden ersten Qualifikationsrunden besiegte sie Kristýna Plíšková mit 2:6, 6:2, 6:1 und die an Position 7 gesetzte Japanerin Misaki Doi mit 6:4, 3:6 und 6:2. Im Qualifikationsfinalspiel besiegte sie Mónica Puig aus Puerto Rico mit 5:7, 7:5 und 6:2 und erreichte so zum ersten Mal das Hauptfeld eines Grand-Slam-Turniers. Hier bezwang sie in der ersten Runde die Französin Caroline Garcia mit 3:6, 6:4 und 6:3, ehe sie sich der Weltranglistenersten Wiktoryja Asaranka mit 1:6 und 1:6 geschlagen geben musste.

### 2013
Das Jahr 2013 begann für Dinah Pfizenmaier mit dem Ausscheiden in der ersten Qualifikationsrunde der Australian Open gegen Monique Adamczak aus Australien. Beim Copa Bionaire 2013 schied sie in der Auftaktrunde des Hauptfelds gegen Alexandra Dulgheru 7:610, 5:7 und 3:6 aus. Eine Woche später spielte sie sich ins Qualifikationsfinale des WTA-Turniers in Bogotá, das sie gegen Teliana Pereira verlor. Ihren ersten Titel im Jahr 2013 holte sie als Topgesetzte beim ITF-Turnier auf Mallorca. Den nächsten Titel gewann sie im spanischen Torrent. Im April überstand sie die Quali beim Porsche Tennis Grand Prix in Stuttgart, schied aber schon in der ersten Runde gegen Nadja Petrowa aus. Beim $50.000-ITF-Turnier im französischen Saint-Gaudens unterlag sie erst im Finale der Argentinierin Paula Ormaechea.
Ihren größten Erfolg der Saison erreichte sie – wie schon 2012 – bei den French Open in Paris. Nach überstandener Qualifikation besiegte sie zunächst die Luxemburgerin Mandy Minella. In Runde zwei folgte ein Zweisatzsieg über die Polin Urszula Radwańska, bevor sie gegen deren ältere Schwester Agnieszka Radwańska ebenfalls in zwei Sätzen verlor. Im weiteren Saisonverlauf schied sie in der ersten Runde beim WTA Nürnberg aus und in der ersten Qualifikationsrunde von Wimbledon. Im Juli holte sie sich ihren dritten Saisontitel in Versmold, bevor sie im italischen Palermo das Viertelfinale gegen Klára Zakopalová knapp verlor. Beim WTA-Turnier in Båstad schied sie gegen Teliana Pereira aus. Gegen die Weltranglistendritte Wiktoryja Asaranka verlor sie bei den US Open mit 0:6 und 0:6. Beim vorletzten WTA-Turnier der Saison in Linz scheiterte sie in der Qualifikation. Beim WTA-Turnier in Taipei erreichte sie nach Siegen über Misaki Doi, Stéphanie Dubois und Katarzyna Piter das Halbfinale, das sie gegen die spätere Siegerin Alison Van Uytvanck mit 6:75 und 3:6 verlor.

### Seit 2014
Bei den French Open 2015 schied Pfizenmaier im Einzel nach erfolgreicher Qualifikation in der ersten Runde gegen Sarina Dijas aus. Ihr nächstes Match bestritt sie erst 2016, als sie in der ersten Qualifikationsrunde der US Open gegen Walerija Strachowa verlor. Es folgte erneut eine lange Pause, bis sie im April 2017 beim WTA-Turnier in Stuttgart antrat, wo sie in der zweiten Qualifikationsrunde ausschied.
Ihr letztes internationales Turnier spielte Pfizenmaier im August 2017. Sie wird in der Weltrangliste daher nicht mehr geführt.

## Turniersiege

### Einzel
| Nr. | Datum              | Turnier      | Kategorie   | Belag           | Finalgegnerin           | Ergebnis       |
| --- | ------------------ | ------------ | ----------- | --------------- | ----------------------- | -------------- |
| 1.  | 28. August 2011    | Braunschweig | ITF $10.000 | Sand            | Syna Kayser             | 7:65, 6:1      |
| 2.  | 18. September 2011 | Rotterdam    | ITF $25.000 | Sand            | Stephanie Vogt          | 3:6, 6:1, 6:1  |
| 3.  | 2. Oktober 2011    | Plowdiw      | ITF $10.000 | Hartplatz       | Jovana Jakšić           | 6:4, 6:4       |
| 4.  | 29. Oktober 2011   | Netanja      | ITF $25.000 | Hartplatz       | Çağla Büyükakçay        | 7:65, 4:6, 6:1 |
| 5.  | 29. Januar 2012    | Kaarst       | ITF $10.000 | Teppich (Halle) | Alison Van Uytvanck     | 6:4, 6:4       |
| 6.  | 24. März 2012      | Phuket       | ITF $25.000 | Hartplatz       | Noppawan Lertcheewakarn | 6:2, 6:4       |
| 7.  | 3. März 2013       | Mallorca     | ITF $10.000 | Sand            | Anastasia Grymalska     | 6:4, 4:6, 7:5  |
| 8.  | 7. April 2013      | Torrent      | ITF $10.000 | Sand            | Justine Ozga            | 6:3, 6:1       |
| 9.  | 7. Juli 2013       | Versmold     | ITF $50.000 | Sand            | Maryna Zanevska         | 6:4, 4:6, 6:4  |

### Doppel
| Nr. | Datum            | Turnier   | Kategorie   | Belag | Partnerin               | Finalgegnerinnen                              | Ergebnis          |
| --- | ---------------- | --------- | ----------- | ----- | ----------------------- | --------------------------------------------- | ----------------- |
| 1.  | 2. Oktober 2011  | Plowdiw   | ITF $10.000 | Sand  | Julia Wachaczyk         | Clelia Melena Stefanie Rubini                 | 6:4, 7:5          |
| 2.  | 16. Februar 2014 | São Paulo | ITF $25.000 | Sand  | Beatriz García Vidagany | Mariana Duque Mariño Paula Cristina Gonçalves | 7:68, 4:6, [10:8] |

## Abschneiden bei Grand-Slam-Turnieren

### Einzel
| Turnier         | 2012 | 2013 | 2014 | 2015 | 2016 | 2017 | Karriere |
| --------------- | ---- | ---- | ---- | ---- | ---- | ---- | -------- |
| Australian Open | —    | Q1   | 1    | —    | —    | —    | 1        |
| French Open     | 2    | 3    | 2    | 1    | —    | —    | 3        |
| Wimbledon       | Q2   | Q1   | 1    | —    | —    | —    | 1        |
| US Open         | Q1   | 1    | Q2   | —    | Q1   | Q1   | 1        |

Zeichenerklärung: S = Turniersieg; F, HF, VF, AF = Einzug ins Finale / Halbfinale / Viertelfinale / Achtelfinale; 1, 2, 3 = Ausscheiden in der 1. / 2. / 3. Hauptrunde; Q1, Q2, Q3 = Ausscheiden in der 1. / 2. / 3. Runde der Qualifikation; n. a. = nicht ausgetragen